# Championnats du monde d'athlétisme jeunesse 2003
Navigation
Édition précédente Édition suivante
Les 3es Championnats du monde d'athlétisme cadets ou jeunesse se sont déroulés au Stade de l'Université de Sherbrooke à Sherbrooke (Québec) du 9 au 13 juillet 2003.
Leur organisation était coprésidée par :
- Jean Perrault, maire de Sherbrooke
- Bruno-Marie Béchard Marinier, recteur de l'Université de Sherbrooke

155 États ont participé à ces Championnats.
Usain Bolt qui n'avait alors que 16 ans y a battu le record des championnats en 20 s 40, malgré la pluie, en battant le record du Britannique Timothy Benjamin (20 s 72 à Bydgoszcz en 1999).

## Résultats

### Garçons
| Épreuves                  | Or                                                         | Or                | Argent                                                     | Argent            | Bronze                                                      | Bronze            |
| ------------------------- | ---------------------------------------------------------- | ----------------- | ---------------------------------------------------------- | ----------------- | ----------------------------------------------------------- | ----------------- |
| 100 m                     | Yahya al-Gahes KSA                                         | 10 s 69           | Yahya Hassan I. Habeeb KSA                                 | 10 s 73           | Craig Pickering GBR                                         | 10 s 85           |
| 200 m                     | Usain Bolt JAM                                             | 20 s 40 CR        | Michael Grant USA                                          | 21 s 04           | Jamahl Alert GBR                                            | 21 s 35           |
| 400 m                     | Ali Nagmeldin Abubakr Soudan                               | 46 s 10 CR        | Cedric Goodman USA                                         | 46 s 42           | Željko Vincek CRO                                           | 47 s 45           |
| 800 m                     | Mohammed Al-Salhi KSA                                      | 1 min 48 s 79 CR  | Bernard Kiptanui KEN                                       | 1 min 49 s 14     | Abraham Kipngetich KEN                                      | 1 min 49 s 17     |
| 1 500 m                   | Benson Marrianyi KEN                                       | 3 min 44 s 94 PB  | Samson Kiplangat KEN                                       | 3 min 45 s 13     | Isaac Mboyaza RSA                                           | 3 min 48 s 05 PB  |
| 3 000 m                   | Augustine Choge KEN                                        | 7 min 52 s 53     | Tariku Bekele ETH                                          | 7 min 54 s 71 PB  | Shimelis Girma ETH                                          | 7 min 55 s 12 PB  |
| 2 000 mètres steeple      | Ronald Kipchumba KEN                                       | 5 min 30 s 27 WYR | Justus Kipchirchir KEN                                     | 5 min 31 s 24 PB  | Chris Winter CAN                                            | 5 min 44 s 23 PB  |
| 110 mètres haies 91,4 cm  | Jason Richardson USA                                       | 13 s 29 WYL       | Mubarak al-Mabadi KSA                                      | 13 s 41 PB        | Alexander John GER                                          | 13 s 50 PB        |
| 400 mètres haies 84 cm    | Jason Richardson USA                                       | 49 s 91 WYL       | Wouter le Roux RSA                                         | 50 s 85 PB        | Jamaal Charles USA                                          | 51 s 48 PB        |
| 10 000 m marche           | Aleksandr Prokhorov Russie                                 | 42 min 16 s 16 CR | Makoto Sawada JPN                                          | 42 min 17 s 62 PB | Vyacheslav Golovin RUS                                      | 42 min 37 s 15 SB |
| Relais suédois            | USA Jay Cooper Michael Grant Jamaal Charles Cedric Goodman | 1 min 52 s 03 WYL | POL Dariusz Kuć Kamil Witkowski Rafal Blocian Ziemowit Rys | 1 min 53 s 08 SB  | JPN Shinya Saburi Kenji Fujimitsu Naohiro Shinada Go Tanabe | 1 min 53 s 11 SB  |
| Saut en hauteur           | Martin Gunther GER                                         | 2,11 m            | Oleksandr Nartov UKR                                       | 2,11 m            | Hikaru Tsuchiya JPN                                         | 2,11 m            |
| Saut à la perche          | Germán Chiaraviglio ARG                                    | 5,15 m            | Dmitry Starodubtsev RUS                                    | 5,10 m PB         | Steven Lewis GBR                                            | 5,05 m PB         |
| Saut en longueur          | Naohiro Shinada JPN                                        | 7,61 m            | Yves Renaux FRA                                            | 7,44 m            | Ahmed al-Sharfa KSA                                         | 7,15 m            |
| Triple saut               | Dennis Fernández CUB                                       | 15,77 m           | Mousa Abdou Alkam Qarqaran KSA                             | 15,60 m PB        | Mohamed Abbas Darwish UAE                                   | 15,55 m           |
| Lancer du poids 5 kg      | Liu Feng CHN                                               | 21,45 m WYR       | Kyle Helf CAN                                              | 20,79 m PB        | Ameen al-Aradi KSA                                          | 19,69 m PB        |
| Lancer du disque 1,500 kg | Ronnie Buckley AUS                                         | 64,34 m CR        | Wu Jian CHN                                                | 63,18 m PB        | Wang Yao-Hui TPE                                            | 60,00 m           |
| Lancer du marteau 5 kg    | Mikhail Levin RUS                                          | 76,41 m           | Kristóf Németh HUN                                         | 75,59 m           | Sándor Pálhegyi HUN                                         | 75,47 m PB        |
| Lancer du javelot 700 g   | Julio Cesar de Oliveira BRA                                | 81,16 m CR        | John Robert Oosthuizen RSA                                 | 81,07 m PB        | Raldu Potgieter RSA                                         | 75,56 m PB        |
| Octathlon                 | Andrés Silva URU                                           | 6 456 pts WYR     | Andrei Krauchanka BLR                                      | 6 366 pts         | Lukaš Patera CZE                                            | 6 316 pts PB      |

### Filles
| Épreuves                 | Or                                                                       | Or                | Argent                                                                   | Argent            | Bronze                                                                               | Bronze           |
| ------------------------ | ------------------------------------------------------------------------ | ----------------- | ------------------------------------------------------------------------ | ----------------- | ------------------------------------------------------------------------------------ | ---------------- |
| 100 m                    | Jessica Onyepunuka USA                                                   | 11 s 31 CR        | Krystin Lacy USA                                                         | 11 s 50           | Kelly-Ann Baptiste TRI                                                               | 11 s 58          |
| 200 m                    | Anneisha McLaughlin JAM                                                  | 23 s 26           | Courtney Champion USA                                                    | 23 s 56           | Cleo Tyson USA                                                                       | 23 s 67          |
| 400 m                    | Natasha Hastings USA                                                     | 53 s 41           | Antonina Krivoshapka RUS                                                 | 53 s 54 PB        | Jaimee-Lee Hoebergen AUS                                                             | 53 s 78 PB       |
| 800 m                    | Mariya Shapaeva RUS                                                      | 2 min 03 s 40 CR  | Olga Cristea MDA                                                         | 2 min 04 s 30 PB  | Larisa Arcip ROM                                                                     | 2 min 04 s 31 PB |
| 1 500 m                  | Alem Techale ETH                                                         | 4 min 17 s 41 PB  | Jelena Ština LAT                                                         | 4 min 17 s 43     | Joyce Jepkosgei Musungu KEN                                                          | 4 min 17 s 65 PB |
| 3 000 m                  | Siham Hilali MAR                                                         | 9 min 12 s 70 PB  | Paskalia Chepkorir Kipkoech KEN                                          | 9 min 13 s 77     | Yuko Nohara JPN                                                                      | 9 min 14 s 82    |
| 100 mètres haies 76,2 cm | Sally McLellan AUS                                                       | 13 s 42           | LaToya Greaves JAM                                                       | 13 s 49           | Domenique Manning USA                                                                | 13 s 60          |
| 400 mètres haies         | Zuzana Hejnová CZE                                                       | 57 s 54 CR        | Yekaterina Kostetskaya RUS                                               | 58 s 37           | Mackenzie Hill USA                                                                   | 59 s 15          |
| 5000 m marche            | Vera Sokolova Russie                                                     | 22 min 50 s 23    | Ann Loughnane IRL                                                        | 23 min 37 s 00 PB | Noriko Nishide JPN                                                                   | 23 min 50 s 69   |
| Relais suédois           | USA Jessica Onyepunuka Alexandria Anderson Krystin Lacy Natasha Hastings | 2 min 03 s 87 WYL | JAM Samantha Henry Sherline Duncan Sonita Sutherland Anneisha McLaughlin | 2 min 07 s 05 PB  | RUS Yelena Kremneva Yelena Khvashchevskaya Anastasiya Shuvalova Antonina Krivoshapka | 2 min 07 s 52 PB |
| Saut en hauteur          | Iryna Kovalenko UKR                                                      | 1,92 m CR         | Annett Engel GER Svetlana Shkolina RUS                                   | 1,86 m PB 1,86 m  | –                                                                                    | –                |
| Saut à la perche         | Lisa Ryzih GER                                                           | 4,05 m            | Sviatlana Makarevich BLR                                                 | 4,00 m PB         | Charmaine Lucock AUS                                                                 | 4,00 m PB        |
| Saut en longueur         | Cristine Spataru ROM                                                     | 6,41 m CR         | Denisa Ščerbová CZE                                                      | 6,40 m PB         | Hanna Demydova UKR                                                                   | 6,15 m           |
| Triple saut              | Cristine Spataru ROM                                                     | 13,86 m CR        | Elina Sorsa FIN                                                          | 12,95 m           | Aliki-Yvoni Askitopoulou GRE                                                         | 12,93 m PB       |
| Lancer du poids          | Jiang Limin CHN                                                          | 15,60 m WYL       | Magdalena Sobieszek POL                                                  | 15,42 m PB        | Marli Knoetze RSA                                                                    | 15,10 m          |
| Lancer de disque         | Lisandra Rodriguez CUB                                                   | 48,56 m           | Julie Bennell AUS                                                        | 48,32 m           | Kristina Gehrig GER                                                                  | 48,31 m          |
| Lancer du marteau        | Valentina Srša CRO                                                       | 61,18 m           | Mariya Bespalova RUS                                                     | 57,81 m           | Johanna Hoppe GER                                                                    | 56,46 m          |
| Lancer du javelot        | Xue Juan CHN                                                             | 56,82 m CR        | Shin Bo-ra KOR                                                           | 53,74 m PB        | Vivian Zimmer GER                                                                    | 52,20 m          |
| Heptathlon               | Marisa De Aniceto FRA                                                    | 5 458 pts         | Sarah Kern GER                                                           | 5 445 pts         | Marina Ponyarova RUS                                                                 | 5 338 pts PB     |

## Légende
Records et Performances
- AR : Record continental (area record)
- CR : Record des championnats (championship record)
- MR : Record du meeting (meet record)
- NR : Record national (national record)
- OR : Record olympique (olympic record)
- PR : Record paralympique (paralympic record)
- PB : Record personnel (personal best)
- SB : Meilleure performance personnelle de la saison (season's best)
- WL : Meilleure performance mondiale de l'année (world leader)
- WJR : Record du monde junior (world junior record)
- WR : Record du monde (world record)

Circonstances et Conditions
- DNF : N'a pas terminé (did not finish)
- DNS : N'a pas pris le départ (did not start)
- DQ : Disqualification (disqualification)
- NM : Aucun essai valable enregistré (No Mark)
- Q : Qualifié « directement » au prochain tour (ou à la prochaine compétition), lors d'une compétition majeure, grâce au classement ou à la réalisation des minima (automatic qualifier)
- q : Qualifié au prochain tour (ou à la prochaine compétition), lors d'une compétition majeure, grâce au repêchage ou à la réalisation de l'une des meilleures performances parmi celles des « non qualifiés directement » (grâce au meilleur temps ou à la meilleure distance par exemple) (secondary qualifier)